# Distretto di Berezne
Il distretto di Berezne (in ucraino Березнівський район?, Bereznivs'kyj rajon) era un distretto dell'Ucraina, situato nell'oblast' di Rivne, con capoluogo Berezne. È stato soppresso in seguito alla riforma amministrativa del 2020.